# Chameleon Circuit
Chameleon Circuit (с англ. — «Цепь хамелеона») — это британская рок-группа, образованная в августе 2008 года. Отличительной чертой коллектива является тема песен: оба выпущенных Chameleon Circuit альбома посвящены популярному британскому телесериалу «Доктор Кто». Дебютный альбом Chameleon Circuit, совпадающий с названием группы, был выпущен 1 июня 2009 года. В начале 2011 года началась работа над вторым альбомом, Still Got Legs («Все ещё есть ноги»), релиз которого состоялся 12 июля 2011 года.
На данный[уточнить] момент в состав группы входит пять участников, каждый из которых является активным YouTube-блогером и фанатом Доктора Кто.

## История группы

### Создание
Придумывая концепцию Chameleon Circuit, лидер группы Алекс Дэй вдохновлялся течением Wizard rock («Волшебный рок»). Приверженцы этого музыкального направления пишут песни, основываясь на вселенной серии книг о Гарри Поттере британской писательницы Джоан Роулинг. Алекс загорелся идеей создать подобную группу, но в формате популярного британского телесериала «Доктор Кто», ставшего на тот момент важной частью британской культуры. Новообразованный жанр получил название таймлорд-рок («рок повелителей времени»), в честь инопланетной расы, к которой принадлежит главный герой шоу.
Записав пробную песню «An Awful Lot Of Running» («Ужасно много беготни»), Алекс выложил её на Youtube, в то время как другой участник группы, Чарли Макдоннел, сделал то же с песней «Blink» («Моргать»). Вскоре после этого, в августе 2008 года, все участники коллектива собрались вместе и начали работу над первым альбомом. Новообразованная группа получила название Chameleon Circuit в честь одной из частей машины времени, фигурирующей в шоу.

### Chameleon Circuit
Первый альбом группы был выпущен 1 июня 2009 года под лейблом DFTBA Records. Эту звукозаписывающую марку основали годом раньше Хэнк Грин и Алан Ластуфка, чтобы поддержать Youtube-исполнителей и дать им возможность профессионально заниматься музыкой. Во время записи у участников группы возник конфликт с первоначальным продюсером, которая не пожелала завершать Chameleon Circuit. В результате коллектив был вынужден выпустить альбом неоконченным.
По признанию Алекса Дэя, группа не рассчитывала на большой успех. Тем не менее, дебют Chameleon Circuit не остался незамеченным: коллектив дал несколько интервью, включая статью в журнале «Доктор Кто». Кроме того, отметил одну из песен группы Youtube-канал Би-би-си — компании, осуществляющей выпуск «Доктора Кто». Положительно отозвался о Chameleon Circuit и Дэвид Теннант, один из исполнителей роли главного героя в «Докторе Кто», охарактеризовав в интервью творчество группы как «правильную достойную музыку».
Жанр таймлорд-рока быстро набрал популярность среди фанатов шоу, вдохновив несколько других групп на исполнение музыки в том же стиле. За первые две недели было продано больше тысячи копий альбома, а записи песен коллектива набрали около 100 000 просмотров на Youtube и 120 000 на Myspace.

### Still Got Legs (2011)
В конце 2010 года коллектив начал работу над вторым альбомом, название которого цитирует фразу главного героя сериала «Доктор Кто». Выпуск Still Got Legs сопровождался изменениями в составе группы: одного из членов проекта, Криса Битти, заменил новый участник Эд Бланн. Кроме того, у группы появился продюсер: американский Youtube-блогер Майкл Эранда.
Во время производства альбома группа снова столкнулась с проблемами. Продюсеру группы было отказано в возвращении в Великобританию после краткого путешествия во Францию В ответ на это Chameleon Circuit организовали онлайн-петицию, чтобы добиться разрешения на въезд Майкла Эранда в страну, и, собрав 50000 подписей, добились успеха. Продюсер коллектива смог на неделю вернуться в Великобританию, после чего компания по производству напитков «Ред Булл» обеспечила перелёт группы в Париж, где и был завершен альбом.
Still Got Legs был выпущен 12 июля 2011 года. Вскоре после выхода альбом занял 27 место в общем чарте альбомов iTunes и 4 место в чарте рок-альбомов iTunes.

## Дискография
| Название          | Подробности                                                                                    |
| ----------------- | ---------------------------------------------------------------------------------------------- |
| Chameleon Circuit | - Выпущен: 1 июня 2009. - Лейбл: DFTBA Records. - Формат: Компакт-диск, цифровая дистрибуция.  |
| Still Got Legs    | - Выпущен: 12 июля 2011. - Лейбл: DFTBA Records. - Формат: Компакт-диск, цифровая дистрибуция. |

## Участники группы
Текущий состав
- Алекс Дэй[англ.] — вокал, гитара, басы (2008—настоящее время).
- Чарли Макдоннел — вокал, гитара, синтезатор, мелодика, стилофон (2008—настоящее время).
- Лайам Драйден — вокал, синтезатор, басы (2008—настоящее время).
- Майкл Эранда — бэк-вокал, гитара, микширование (2011—настоящее время).

Бывшие члены
- Эд «Эддплант» (от англ. eggplant — «баклажан») Бланн — вокал, гитара (2011).

- Крис «Рыжий Крис» Битти — вокал, гитара, гавайская гитара (2008—2009).